# Paco Alcácer
Francisco „Paco” Alcácer García (n. 30 august 1993, Torrent⁠(d), Comunitatea Valenciană, Spania) este un fotbalist spaniol care evoluează la clubul Villarreal CF pe postul de atacant.
Alcácer este dublu câștigător al Campionatului European de Fotbal sub 19 ani și și-a făcut debutul la echipa mare a Valenciei în 2010; în care a devenit un jucător de bază după revenirea de la Getafe, unde a fost împrumutat în sezonul 2012-2013. 
În 2014, Paco a debutat în echipa de seniori a Spaniei, într-un meci amical disputat la Paris contra echipei Franței.

## Palmares
Valencia Mestalla
- Tercera División: 2010–11[4]

Barcelona
- La Liga: 2017–18
- Copa del Rey: 2016–17,[6] 2017–18

Borussia Dortmund
- DFL-Supercup: 2019[7]

Spania U19
- Campionatul European Under-19: 2011, 2012

## Statistici de club
La 20 decembrie 2019.
| Club                         | Sezon        | Campionat          | Campionat | Campionat | Cupă    | Cupă   | Continental | Continental | Altele  | Altele | Total   | Total  |
| Club                         | Sezon        | Divizie            | Meciuri   | Goluri    | Meciuri | Goluri | Meciuri     | Goluri      | Meciuri | Goluri | Meciuri | Goluri |
| ---------------------------- | ------------ | ------------------ | --------- | --------- | ------- | ------ | ----------- | ----------- | ------- | ------ | ------- | ------ |
| Valencia B                   | 2009–10      | Segunda División B | 15        | 3         | –       | –      | –           | –           | –       | –      | 15      | 3      |
| Valencia B                   | 2010–11      | Tercera División   | 25        | 27        | –       | –      | –           | –           | 2       | 1      | 27      | 28     |
| Valencia B                   | 2011–12      | Segunda División B | 24        | 12        | –       | –      | –           | –           | –       | –      | 24      | 12     |
| Valencia B                   | Total        | Total              | 64        | 42        | –       | –      | –           | –           | 2       | 1      | 66      | 43     |
| Valencia                     | 2010–11      | La Liga            | 0         | 0         | 1       | 0      | 0           | 0           | —       | —      | 1       | 0      |
| Valencia                     | 2011–12      | La Liga            | 3         | 0         | 0       | 0      | 0           | 0           | —       | —      | 3       | 0      |
| Valencia                     | 2013–14      | La Liga            | 23        | 6         | 3       | 1      | 11          | 7           | —       | —      | 37      | 14     |
| Valencia                     | 2014–15      | La Liga            | 32        | 11        | 4       | 3      | —           | —           | —       | —      | 36      | 14     |
| Valencia                     | 2015–16      | La Liga            | 34        | 13        | 3       | 2      | 9           | 0           | —       | —      | 46      | 15     |
| Valencia                     | 2016–17      | La Liga            | 1         | 0         | 0       | 0      | 0           | 0           | —       | —      | 1       | 0      |
| Valencia                     | Total        | Total              | 93        | 30        | 11      | 6      | 20          | 7           | —       | —      | 124     | 43     |
| Getafe (împrumut)            | 2012–13      | La Liga            | 20        | 3         | 3       | 1      | —           | —           | —       | —      | 23      | 4      |
| Barcelona                    | 2016–17      | La Liga            | 20        | 6         | 4       | 2      | 3           | 0           | 0       | 0      | 27      | 8      |
| Barcelona                    | 2017–18      | La Liga            | 17        | 4         | 3       | 2      | 2           | 1           | 1       | 0      | 23      | 7      |
| Barcelona                    | Total        | Total              | 37        | 10        | 7       | 4      | 5           | 1           | 1       | 0      | 50      | 15     |
| Borussia Dortmund (împrumut) | 2018–19      | Bundesliga         | 14        | 12        | 0       | 0      | 4           | 1           | —       | —      | 18      | 13     |
| Borussia Dortmund            | 2018–19      | Bundesliga         | 12        | 6         | 1       | 0      | 1           | 0           | —       | —      | 14      | 6      |
| Borussia Dortmund            | 2019–20      | Bundesliga         | 11        | 5         | 1       | 1      | 1           | 0           | 1       | 1      | 14      | 7      |
| Borussia Dortmund            | Total        | Total              | 37        | 23        | 2       | 1      | 6           | 1           | 1       | 1      | 46      | 26     |
| Villarreal                   | 2019–20      | La Liga            | 0         | 0         | 0       | 0      | —           | —           | —       | —      | 0       | 0      |
| Career total                 | Career total | Career total       | 251       | 108       | 23      | 12     | 32          | 9           | 4       | 2      | 307     | 131    |

Notes
1. ↑  Apariții în 2011 Tercera División play-offs
2. ↑  Apariții în UEFA Europa League
3. ↑  Șapte apariții în UEFA Champions League, two appearances in UEFA Europa League
4. 1 2 3 4 5  Apariții în UEFA Champions League
5. ↑  Apariții în Supercopa de España
6. ↑  Apariții în DFL-Supercup